# Francesco Sapia
Francesco Sapia (Corigliano Calabro, 16 luglio 1969) è un politico italiano.

## Biografia

### Elezione a deputato
Deputato della XVIII legislatura della Repubblica Italiana con il Movimento 5 Stelle per il collegio di Corigliano Calabro. Ha dato la fiducia sia al Governo Conte I che al Governo Conte II. Ha votato NO alla fiducia del Governo Draghi, andando contro il suo gruppo parlamentare, che lo ha poi espulso.